# Shock of Daylight
Shock of Daylight, pubblicato nel 1984, è il quarto album dei The Sound.

## Produzione
Dopo la rottura con la WEA per il fallimento di All Fall Down, i Sound si presero una pausa di diversi mesi, dedicandosi a progetti alternativi e ricevendo tuttavia diverse proposte da altre major, ma alla fine decisero di continuare la loro carriera con la Statik, una piccola etichetta indipendente londinese. Shock of Daylight fu il primo album prodotto con la nuova casa, che si affidò alla competenza del produttore Pat Collier e alle strumentazioni del Townhouse Studio 3, nel West End, limitando però la durata a sei brani per contenere i costi. Il risultato fu un ottimo mini-LP, in cui spiccano i brani Golden Soldiers e Longest Days, di impronta vagamente più pop, caratterizzato da un arrangiamento più ricco e suoni più brillanti che in passato, anche se comunque corposi, anticipazione di quanto si sarebbe ascoltato nell'album successivo.

## Tracce
1. Golden Soldiers – 3:17
2. Longest Days – 5:08
3. Counting the Days – 3:36
4. Winter – 4:18
5. A New Way of Life – 4:38
6. Dreams Then Plans – 4:04

L'album è stato ristampato nel 2002 dalla Renascent Records in una versione rimasterizzata, insieme a Heads and Hearts.

## Formazione
- Adrian Borland - chitarra, voce, tastiere
- Michael Dudley - batteria, percussioni
- Graham Bailey - basso
- Max Mayers - tastiere, chitarra